# Sylwester Banaś
Sylwester Banaś (ur. 20 lipca 1921 w Czarnej, zm. 1 stycznia 1994 w Kielcach) – polski prozaik, autor powieści i opowiadań, w tym książek dla młodzieży.
Banaś z zawodu był technikiem agronomem. Po zakończeniu wojny był początkowo dyrektorem warsztatów mechanicznych, a później dyrektorem ośrodka maszynowego. W roku 1956 otrzymał nagrodę literacką Wojewódzkiej Rady Narodowej w Kielcach, oraz dwa lata później nagrodę miasta Kielc

## Twórczość

### Powieści i opowiadania
- 1952: Przebudzenie (dwa opowiadania)
- 1954: Białe dymy (na łamach czasopisma "Słowo Tygodnia" 1953–1954; W formie książki: 1954)
- 1955: Ludzie z Brzozowej
- 1955: Opowiadania o Ziemi Kieleckiej
- 1956: W rodzinie starego Balcerzaka
- 1959: Na nowej drodze
- 1961: Ostatni z posterunku

### Powieści dla młodzieży
- 1961: Awantury mojej córy
- 1963: W zielonym szałasie
- 1965: Przyjaciółki z V b
- 1987: Nad czarną wodą płócienny nasz dom